# Premiere Club
Premiere Club es un edificio de 101.6 metros de altura ubicado en la Zona 14 de la Ciudad de Guatemala. Tiene 31 pisos de altura, cuenta con 3 niveles de parqueos no subterráneos, un nivel para casa club y 27 niveles habitables. Fue construido en 1999 y es de uso residencial, forma parte de los más de 15 proyectos habitacionales desarrollados por Premiere Properties, cuyo enfoque han sido los rascacielos con apartamentos de lujo. En un principio el rascacielos era de color marfil con una franja rosa en la parte de atrás, actualmente es de color marfil en su totalidad y cuenta con jardines, piscina y canchas de tenis.

## Datos
Ubicado en la zona 14, con 31 pisos y 102 metros de altura. “Tiene tres pisos de estacionamientos, uno para casa club y 27 pisos habitables. Los primeros cuatro no están a nivel del suelo; por ello, sólo se habla de 27 pisos de altura”, comenta el arquitecto Guillermo Alejos, de Premiere Properties, encargado del diseño de esa edificación.
- Altura máxima: 102 m.[6]
- Número de plantas: 31
- Uso: Residencial
- Año de construcción: 1996

Ciudad de Guatemala cuenta con una restricción de construcciones de altura ya que por contar con su principal aeropuerto dentro de la ciudad, los edificios tienen un límite en su altura “De ahora en adelante, todas las licencias de construcción tendrán que ser aprobadas por Aeronáutica Civil y la municipalidad, luego de consultar el mapa de alturas máximas permitidas”, explica José Manuel Moreno Botrán, director de Aeronáutica Civil.
“Antes, los permisos de construcción se otorgaban por parte de esta entidad, sin ningún estudio previo; por eso, en las zonas aledañas al aeropuerto existen edificios de elevación considerable para navegación aérea.
La próxima administración debe continuar con estos lineamientos, para que no se vuelva a incurrir en los errores que se cometieron en el pasado y se construyan edificios en donde obstruyen y perjudican el tráfico aéreo. La DACG y la municipalidad se comprometieron frente a la OACI a seguir los reglamentos para la autorización de licencias.

## Anexos
- Anexo: Edificios más altos de Guatemala
- Anexo:Edificios más altos de Centroamérica
- Anexo:Países por altura máxima de rascacielos

- Datos: Q4120778
- Multimedia: Premier Club / Q4120778